# Mcneillia graminifolia
Mcneillia graminifolia — вид рослин з родини гвоздикових (Caryophyllaceae), поширений у південній Європі.

## Поширення
Поширений у Італії, Хорватії, Боснії й Герцеговині, Північній Македонії, Албанії, Греції, Румунії; у Молдові — регіонально вимер.